# QT8
Il QT8, acronimo di Quartiere Triennale 8, è un quartiere  di Milano, appartenente al Municipio 8 e al NIL n. 66 "QT8". 

## Storia
Il quartiere, progettato da Piero Bottoni, venne concepito nell'ambito dell'ottava edizione della Triennale di Milano, svoltasi nel 1947. La città era nel vivo della ricostruzione all'indomani della guerra, e fu proprio Piero Bottoni in particolare, commissario straordinario della Triennale di Milano, che nel 1945 promosse la realizzazione di questo "Quartiere sperimentale" e al suo interno del Monte Stella, un'altura artificiale costituita con le macerie di tutti gli edifici distrutti a seguito dei bombardamenti subiti dalla città.
La realizzazione del quartiere richiese diversi anni. Tra il 1946 e il 1947 si realizzarono le prime case, per ospitare molti fra gli sfollati, seguendo undici modelli diversi, progettati da architetti che avevano vinto un concorso nazionale. Nel 1948 si realizzarono per la prima volta in Italia case prefabbricate a quattro piani. Anche la chiesa del quartiere (dedicata a Santa Maria Nascente), a pianta circolare, venne realizzata sulla base di un progetto vincitore di un concorso.
Molta attenzione venne prestata agli spazi verdi, sia con la realizzazione dei primi campi gioco per ragazzi, sia con aree verdi condominiali, sia infine con la creazione di un vasto parco di circa 375.000 m², in grado di soddisfare non solo le esigenze degli abitanti del quartiere ma anche, in generale, di tutta la città, di cui costituisce un importante "polmone" verde. Grazie alla particolare tensione ispiratrice del progetto, e alle particolari circostanze che hanno reso possibile la sua realizzazione, il quartiere è tuttora un ottimo esempio di vivibilità urbana.
Nel 2015 è stato classificato dal Comune di Milano come una delle aree della città soggette a fenomeni di dismissione ed abbandono e candidato per una riqualificazione urbanistica. Nel quartiere sorge il "Giardino dei Giusti", vicino al Monte Stella, interessato da una proposta di vincolo paesaggistico.

## Infrastrutture e trasporti
- Linea M1: stazione di QT8

Il QT8 è lambito a est dalla circonvallazione esterna, servita dalle linee filoviarie 90 e 91, e a nord-est da viale De Gasperi, tratto di penetrazione urbana dell'autostrada A8 Milano-Laghi.
Il quartiere è servito dall'omonima stazione della linea M1 della metropolitana.
Varie linee di autobus e di filobus, gestite da ATM, collegano il QT8 ai quartieri limitrofi, al centro di Milano e a tutti i quartieri che sorgono lungo la circonvallazione.

## Nei media
Al quartiere la band di rock progressivo italiano PFM ha dedicato la canzone Quartiere Otto (QT8), inserita nel concept album Come ti va in riva alla città.
È originario del QT8 il rapper Ernia, il quale ne parla spesso nelle sue canzoni (chiamandolo "QT" e "King QT").

## Alcune immagini del quartiere

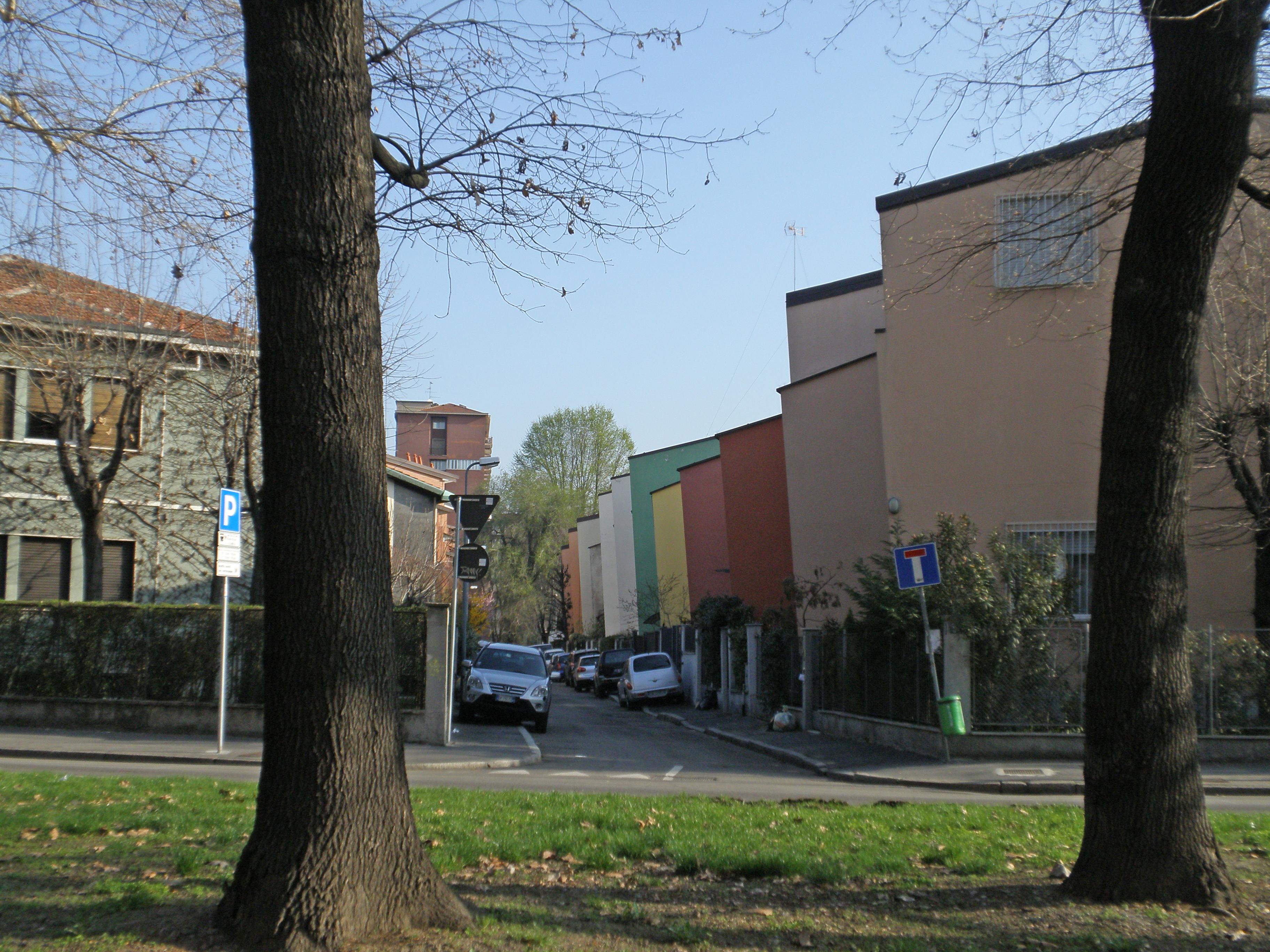
Via Salmoiraghi
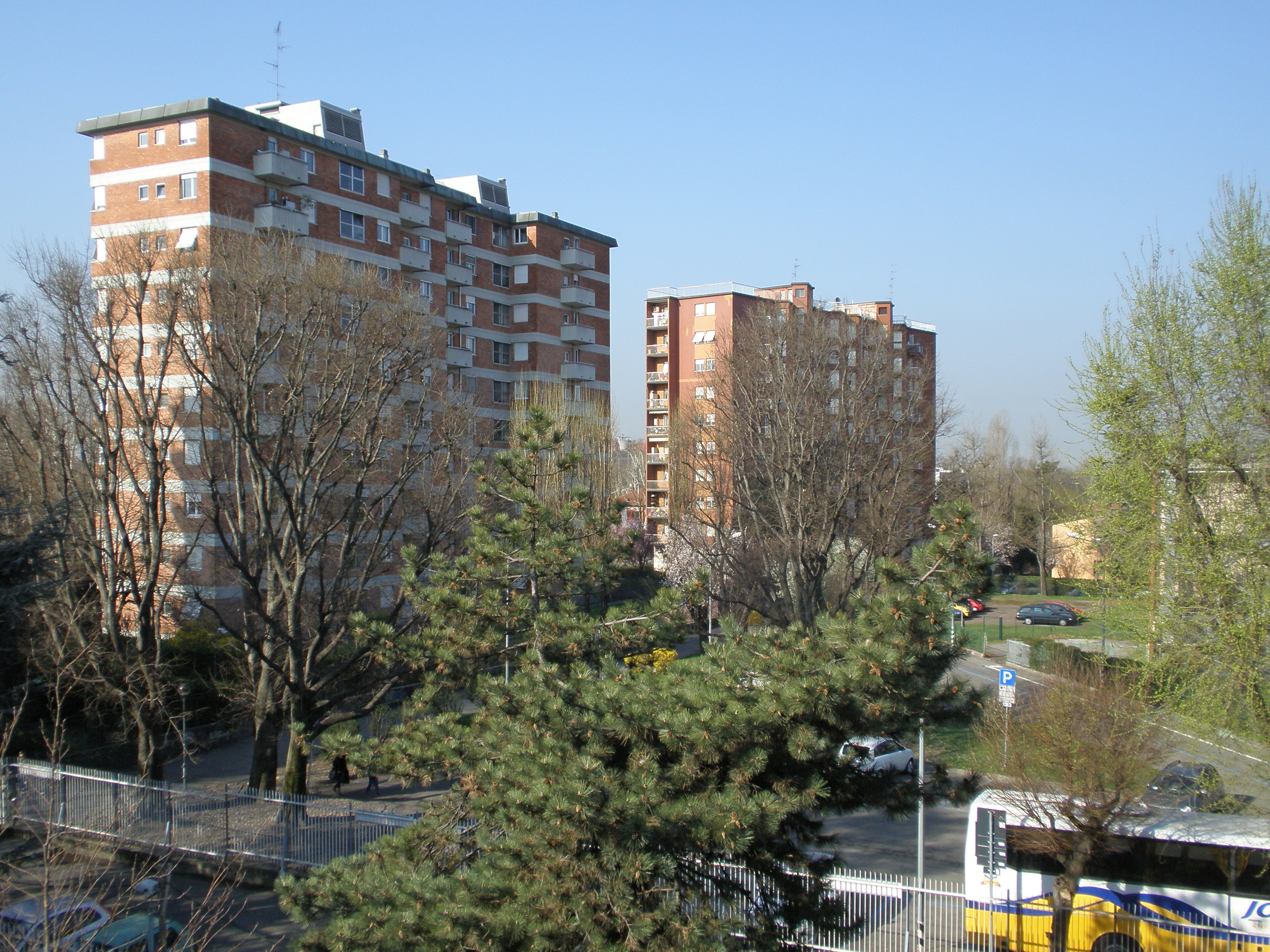
Edifici QT8
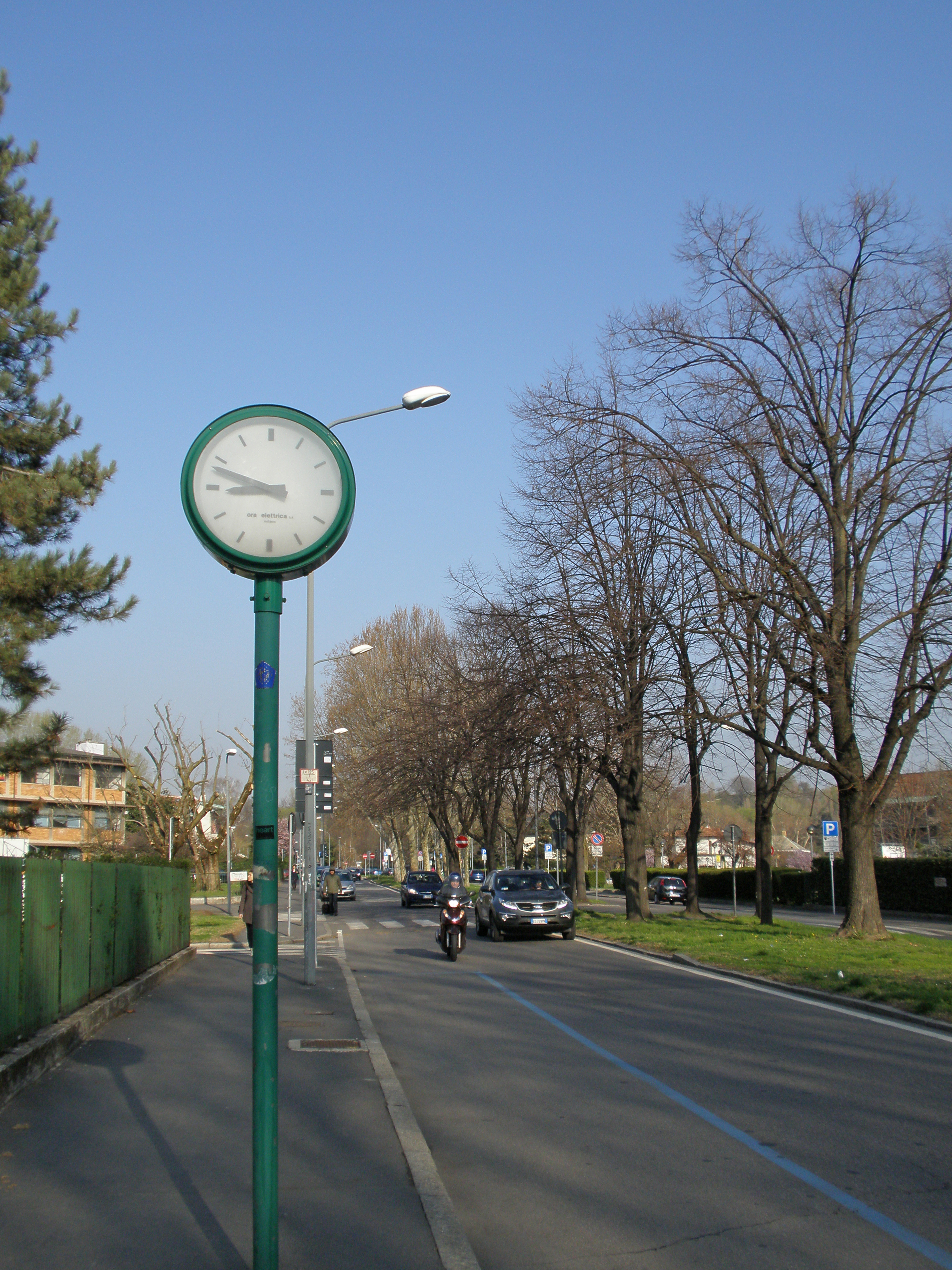
Orologio in via Salmoiraghi
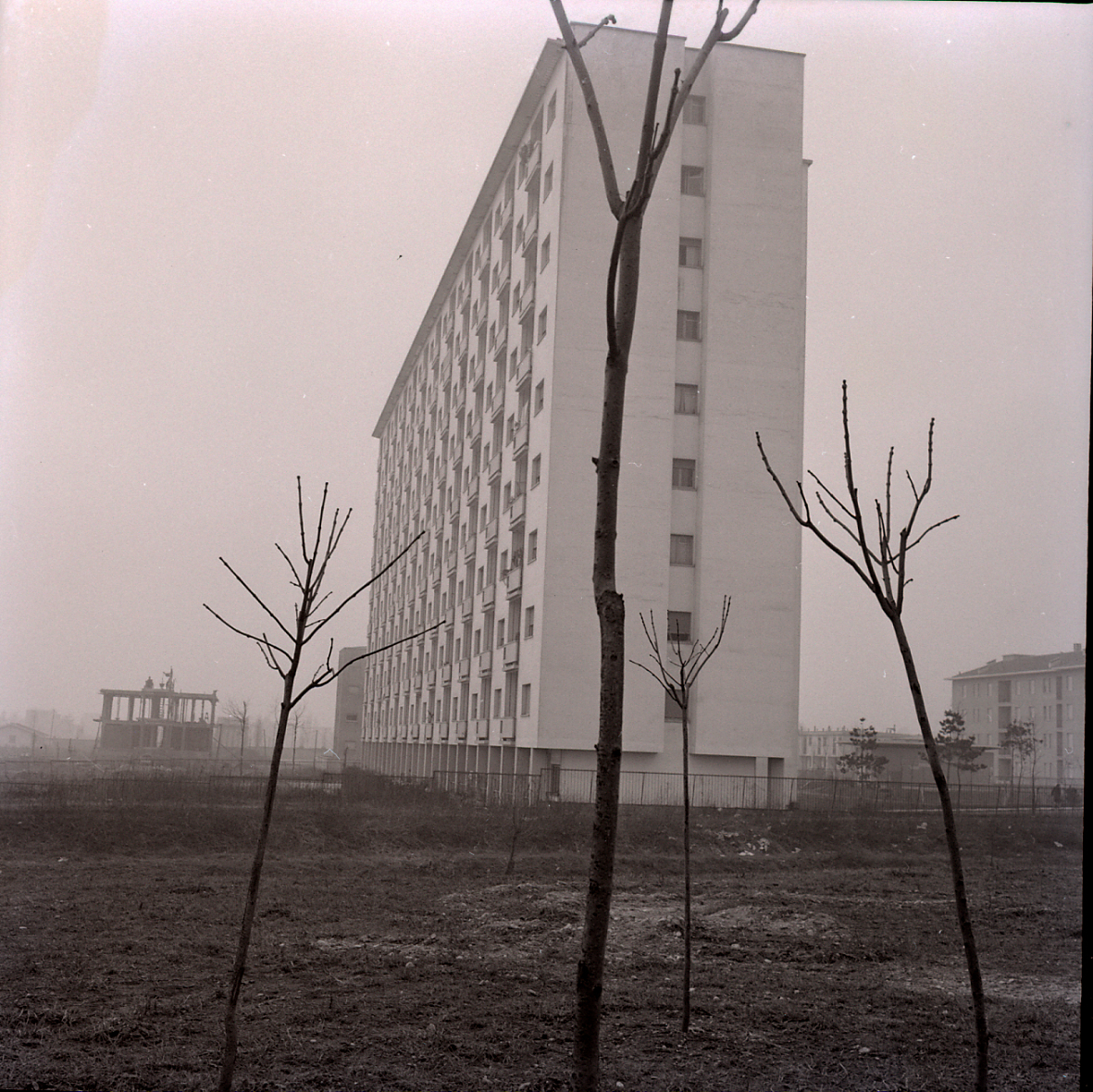
Via Giuseppe Pagano Pogatschnig n. 40 (foto di Paolo Monti, 1970)